# Rifle (arma)

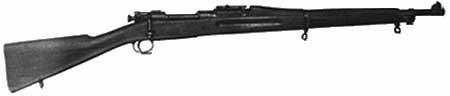
Rifle Springfield 1903 (USA)

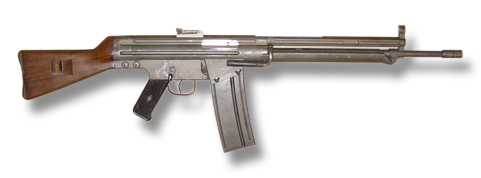
Cetme A2b (Espanha)

Rifle é um termo com que se designa genericamente a qualquer arma de fogo comprida, como os fuzis ou as escopetas, que dispõe de um canhão cujo cano está raiada ou estriada em forma helicoidal.
Com isso se obriga a que a bala gire com movimento de rotação enquanto avança põe-lo interior do canhão. Assim consegue-se que a bala se estabilize e mantenha a sua trajetória inicial face ao possível vento lateral quando atravessa o ar depois do disparo. 
Precisamente, este giro é o responsável por que, ao chocar a bala contra um branco duro e resistente no final da sua trajetória, se deforme produzindo um apito característico trás alterar-se a sua forma aerodinámica.
Os rifles usam nas forças armadas e também põe-los caçadores.

## Tipos de rifles de caça
Nas armarias podem-se encontrar infinidade de rifles com estruturas e funcionamentos diferentes sendo os principais: ferrolho, panca, express, monotiro, semiautomáticos e de corredeira.
- Rifles de ferrolho. São os mais conhecidos e os mais usados. São reconhecidos por aparecer em centos de filmes e os mais usados pelos francotiradores. A ação destes rifles consiste num ferrollo que se acciona manualmente mediante um movimento de rotação e pulo. Estes rifles, sendo os mais singelos no seu mecanismo são também os mais precisos.
- Rifles de alavanca. São outros clássico do cinema, desta vez nos filmes do Velho Oeste. No rifle de panca o tirador, cada vez que realiza um disparo e, com a mesma mão que aperta o gatilho, aciona para abaixo a panca que há junto a este, de modo que assim se expulsa a vagem recentemente disparada e se introduz o novo cartucho desde o depósito que se encontra baixo o canhão. São rifles rápidos, contundentes, fiáveis e económicos.
- Rifles express. São rifles que dispõem de dos canhões, bem superpostos o bem paralelos. A sua ação e funcionamento é análogo ao das escopetas de dois canhões, sendo o seu sistema de encerramento de tipo báscula. A grande vantagem deste tipo de rifles é que permitem repetir o disparo sem ter que desencararse a arma, pelo que são rifles muito efetivos para as montarias sem deixar de serem ademais muito precisos.
- Rifle monotiro. Estes rifles caracterizam-se por alojar só um cartucho de modo que só se pode fazer um disparo. O encerramento é de báscula adopta ser o mais comum. Como vantagens pode-se dizer que são rifles muito ligeiros e, ademais, os seus canhões são intercambiáveis, pelo que se pode dispor de diferentes calibres fazendo deste rifle uma arma muito versátil.
- Rifles semiautomáticos. Este tipo de rifles permitem ao caçador realizar vários disparos seguidos acionando só o gatilho da arma. Trás produzir-se o disparo, o rifle toma parte da energia em expulsar a vagem usada e ingressar um novo cartucho na recámara. Este processo é automático e assim o caçador pode repetir os disparos sem desencaixar-se a arma em nenhum momento a com uma rapidez máxima. Tem ele mesmo mecanismo que as escopetas semiautomáticas. O número máximo de disparos consecutivos que a lei espanhola permite neste tipo de arma é de três (um cartucho na recámara e dois no carregador ou depósito).
- Rifles de corredeira. São rifles similares aos semiautomáticos, sendo o seu âmbito de aplicação e calibres praticamente os mesmos, só que agora o mecanismo de ação se aciona manualmente trás cada disparo deslizando o guarda-mãos que dispõe de um mecanismo de corredeira que faz expulsar a vagem do cartucho recentemente disparado para introduzir um novo na recámara. Ao ser este acionamento de tipo manual, a lei não põe restrição no que diz respeito ao número de cartuchos que pode alojar.

## Veja-se também

### Outros artigos
- Fuzil
- Fuzil de precisão
- Escopeta